# 林步瀛
林步瀛，号研斋，福建福州永泰县嵩口人，清朝政治人物、同進士出身。

## 生平
同治七年（1868年）戊辰科進士，签分云南即用知县，改任浙江庆元知县，署知遂昌县，调补平湖知县。